# Czarna Woda (dopływ Kaczawy)
Czarna Woda – rzeka, lewobrzeżny dopływ Kaczawy o długości 47,15 km.
Jej źródła znajdują się w obrębie Wierzbowej, na mokradłach Borów Dolnośląskich. Mokradła te noszą nazwę Wierzbowskie Łąki, i rozpościerają się w kierunku zachodnim od zabudowań wsi Wierzbowa. Rzeka płynie Doliną Czarnej Wody, położonej w całości na Równinie Legnickiej, graniczącej z południową częścią Wysoczyzny Lubińskiej. Po wypłynięciu z Wierzbowej przepływa przez miejscowości: Rokitki, Grzymalin, Bukowna, Rzeszotary, a do Kaczawy uchodzi w Legnicy.
Głównym jej dopływem jest prawobrzeżna Skora oraz Siekierna. Przed Legnicą, na obszarze podmiejskich bagien, do Czarnej wpada Lubiatówka.
Czarna Woda jest ciekiem III rzędu, w większości I klasy czystości, jednakże w miarę zbliżania się do ujścia rzeki, jej czystość spada do III, IV i V klasy. Ogólna klasyfikacja odpowiada III klasie czystości. Na rzece wytyczono szlak kajakowy, w Rokitkach i w Legnicy zalewy służące celom rekreacyjnym.

## Rola rzeki w powstaniu Legnicy
W epokach przed powstaniem Państwa Piastów Czarna Woda i Kaczawa łączyły się tworząc na przestrzeni wielu km sieć kanałów i starorzeczy i małych wysp. Ta skomplikowana sieć hydrologiczna była częścią większego zanikłego w większości ekosystemu tj. tzw. "przepływowego" Pojezierza Legnickiego.
Pośród tychże rozlewisk w VIII wieku poczęto tworzyć warownię. Jedną z wysp zamieniono w sztuczne wzniesienie, na którym z czasem powstała drewniana fortyfikacja. Ta fortyfikacja stała się początkiem osadnictwa wczesnośredniowiecznego i stanęła u początków Legnicy. 